# Steeve Guénot
Steeve Guenot, född den 2 oktober 1985 i Chalon-sur-Saône, Frankrike, är en fransk brottare som tog OS-guld i lättviktsbrottning i den grekisk-romerska klassen 2008 i Peking. Han är bror till den olympiske medaljören Christophe Guenot.